# Pogonotomia

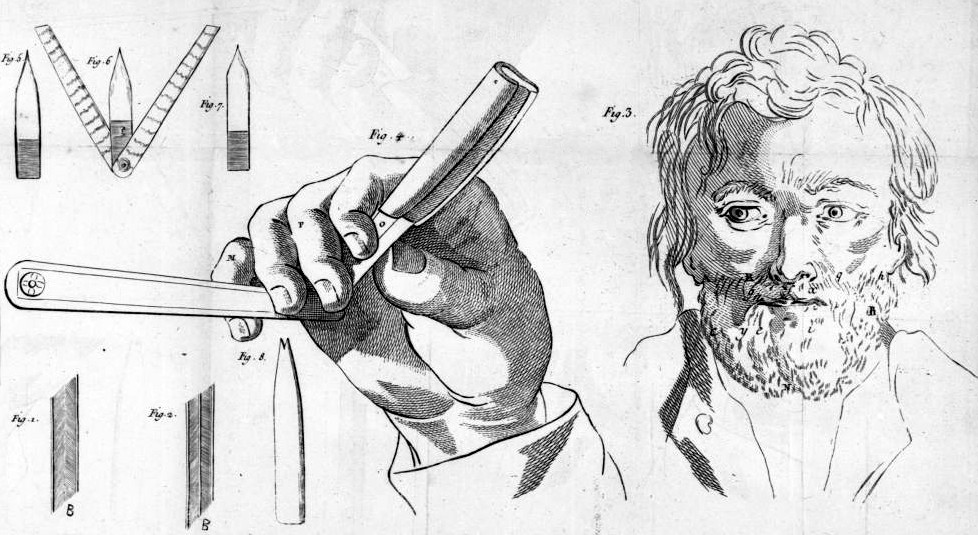
Illustrazione del rasoio a mano libera concepito da Perret

La pogonotomia è l'arte della rasatura. Il termine deriva dalle parole greche πώγων, pògon, «barba» e τέμνω, tèmno, «tagliare».

## Descrizione
Il termine è stato reso celebre dal coltellinaio francese Jean-Jacques Perret che, nel 1770, pubblicò La pogonotomie, ou L'art d'apprendre a se raser soi-meme, avec la manier de connoitre toutes fortes de Pierres propres à affiler tous les outils ou instrumens, ovvero La pogonotomia o l'arte di imparare a radersi e l'uso delle pietre per affilare gli utensili. 
In questo libro viene anche illustrato il primo esempio noto di rasoio di sicurezza.